# Бебел Жилберту
Изабѐл Жилбѐрту ди Оливѐйра (на португалски: Isabel Gilberto de Oliveira) е бразилска певица, често свързвана с музикалния стил боса нова.
Тя е дъщеря на Жуау Жилберту и певицата Миуша. Неин чичо е певецът/композитор Шико Барке. Бебел се занимава с музика още от младежките си години, прекарани в Рио де Жанейро. Няколко пъти е номинирана за Грами.

## Дискография

### Студийни албуми
- Um Certo Geraldo Pereira, Funarte (заедно с Педриню Родригис) (1983, Atracao)
- De Tarde, Vendo O Mar (заедно с Луизао Мая & Банзай) (1991)
- Tanto Tempo (2000) Ziriguiboom
- Bebel Gilberto (2004) Ziriguiboom
- Momento (2007) Ziriguiboom
- All in One (2009) Verve Records

### Албуми с ремиксове
- Tanto Tempo Remixes (2001) Ziriguiboom
- Tanto Tempo (Special Remix Edition) (2003) EastWest Records
- Bebel Gilberto Remixed (2005) Ziriguiboom

### EP
- Bebel Gilberto (EP) (1986) Warner Jazz
- Bring Back The Love – Remixes EP 1 (2007) [само в цифров вид]
- Bring Back The Love – Remixes EP 2 (2007) [само в цифров вид]
- Live Session (iTunes Exclusive) – EP (2008) [само в цифров вид]